# Migdolus clypeatus
Migdolus clypeatus é uma espécie de coleóptero da tribo Anoplodermatini (Anoplodermatinae). Com distribuição restrita ao estado do Mato Grosso (Brasil).